# استفانی کوئن-آلورو
استفانی کوئن-آلورو (فرانسوی: Stéphanie Cohen-Aloro‎؛ زاده ۱۸ مارس ۱۹۸۳) یک تنیس‌باز اهل فرانسه است.